# Велика Раковица
Велика Раковица је насељено место у саставу Града Самобора у Загребачкој жупанији, Хрватска. До територијалне реорганизације у Хрватској налазила се у саставу старе загребачке приградске општине Самобор.

## Становништво
На попису становништва 2011. године, Велика Раковица је имала 502 становника.

## Попис1991.
На попису становништва 1991. године, насељено место Велика Раковица је имало 404 становника, следећег националног састава:
| Попис 1991.‍  | Попис 1991.‍  | Попис 1991.‍ | Попис 1991.‍ | Попис 1991.‍ |
| ------------ | ------------ | ----------- | ----------- | ----------- |
|              |              |             |             |             |
| Хрвати       | Хрвати       |             | 397         | 98,26%      |
| Словенци     | Словенци     |             | 2           | 0,49%       |
| Срби         | Срби         |             | 1           | 0,24%       |
| неопредељени | неопредељени |             | 1           | 0,24%       |
| регион. опр. | регион. опр. |             | 3           | 0,74%       |
| укупно: 404  |              |             |             |             |